# Cộng hòa Cuba (1902–1959)
Cuba, tên gọi chính thức là Cộng hòa Cuba (tiếng Tây Ban Nha: República de Cuba) là một cựu chính thể tồn tại từ năm 1902 đến 1959, còn được chính phủ Cuba hiện nay gọi là "Cộng hòa hậu thuộc địa" sau khi Cuba độc lập khỏi Đế chế Tây Ban Nha và chấm dứt sự chiếm đóng quân sự của Hoa Kỳ vào năm 1902. Thời đại này chuyển đổi nhiều chế độ và sự hiện diện của Hoa Kỳ, và kết thúc với sự thành công của Cách mạng Cuba năm 1959. Trong thời kỳ này, Hoa Kỳ đã có ảnh hưởng lớn đến nền chính trị Cuba, đặc biệt là thông qua Tu chánh án Platt.
Các chính thể của Cuba từ độc lập khỏi Tây Ban Nha đến Cách mạng Cuba được coi là quốc gia phụ thuộc vào Hoa Kỳ. Từ năm 1902 đến năm 1932, luật pháp Cuba và Hoa Kỳ bao gồm Tu chánh án Platt, trong đó bao gồm quyền can thiệp của Hoa Kỳ vào Cuba và đặt ra các hạn chế đối với các quan hệ đối ngoại của Cuba. Năm 1934, Cuba và Hoa Kỳ ký Hiệp ước Quan hệ của Hoa Kỳ và Cuba, trong đó Cuba có nghĩa vụ dành ưu đãi về kinh tế của mình cho Hoa Kỳ, đổi lại Hoa Kỳ trao cho Cuba 22% thị phần đường của Hoa Kỳ mà sau này là được sửa đổi thành 49% cổ phần vào năm 1949.

## 1902–1933: Những chính phủ đầu tiên

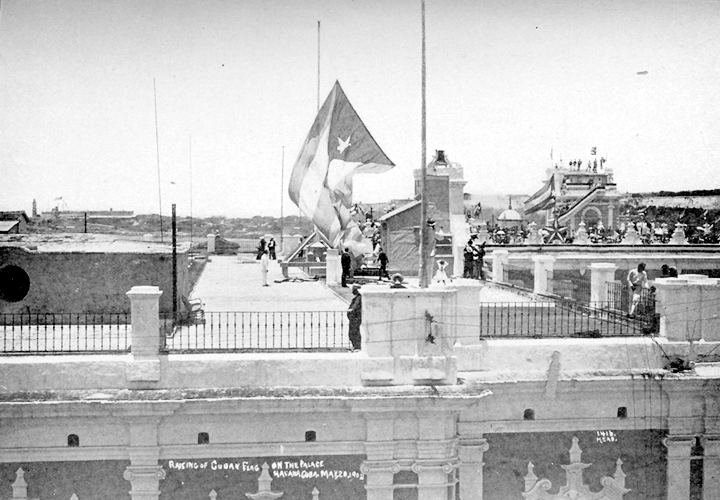
Lễ kéo cờ Cuba tại Dinh Toàn quyền vào buổi trưa ngày 20 tháng 5 năm 1902.

Sau Chiến tranh Tây Ban Nha-Mỹ, Tây Ban Nha và Hoa Kỳ đã ký Hiệp ước Paris năm 1898, theo đó Tây Ban Nha nhượng lại Puerto Rico, Philippines và Guam cho Hoa Kỳ với số tiền 20  triệu USD (tương đương 700 triệu USD vào năm 2022). Cuba giành được độc lập chính thức từ Tây Ban Nha. vào ngày 20 tháng 5 năm 1902, với tên gọi Cộng hòa Cuba. Theo hiến pháp mới của Cuba, Hoa Kỳ giữ quyền can thiệp vào công việc của Cuba và giám sát tài chính cũng như quan hệ đối ngoại của nước này. Theo Tu chính án Platt, Hoa Kỳ đã thuê căn cứ hải quân Vịnh Guantánamo từ Cuba.

### Sự chiếm đóng của Hoa Kỳ, 1906–1909
Sau cuộc thanh trừng chính trị và cuộc bầu cử tham nhũng và gian lận vào năm 1906, tổng thống đầu tiên, Tomás Estrada Palma, phải đối mặt với một cuộc nổi dậy vũ trang của các cựu chiến binh.  Giống như trong cuộc chiến tranh giành độc lập, người Cuba gốc Phi chiếm tỷ lệ đông đảo trong quân đội nổi dậy năm 1906. Đối với họ, Cách mạng Tháng Tám đã làm sống lại hy vọng về một 'phần chính đáng' trong chính phủ Cuba. Ngày 16 tháng 8 năm 1906, lo sợ chính phủ sẵn sàng đập tan âm mưu, cựu tướng Quân đội Giải phóng Pino Guerra đã giương cao biểu ngữ nổi dậy. Ngay lập tức Palma bắt giữ mọi chính trị gia Đảng Tự do trong tầm tay; phần còn lại đi ngầm. Trong nỗ lực ngăn chặn sự can thiệp, Roosevelt đã cử hai sứ giả đến Havana để tìm kiếm sự thỏa hiệp giữa chính phủ và phe đối lập. Liên quan đến sự công bằng như một cuộc bỏ phiếu chỉ trích chính phủ của mình, Estrada Palma đã từ chức và khiến toàn bộ nội các của ông cũng từ chức, khiến nền Cộng hòa không còn chính phủ và buộc Hoa Kỳ phải nắm quyền kiểm soát hòn đảo. Roosevelt ngay lập tức tuyên bố rằng Hoa Kỳ buộc phải can thiệp vào Cuba và mục đích duy nhất của họ là tạo ra những điều kiện cần thiết cho một cuộc bầu cử hòa bình. 

### 1909–1924
Năm 1909, chính quyền tự trị được khôi phục khi José Miguel Gómez nhậm chức tổng thống thứ hai của Cuba, trong khi Mỹ tiếp tục can thiệp vào công việc của Cuba. Năm 1912, Partido Independiente de Color cố gắng thành lập một nước cộng hòa da đen riêng biệt ở tỉnh Oriente, nhưng bị Tướng Monteagudo đàn áp với tình trạng đổ máu đáng kể.
Sản xuất đường đóng một vai trò quan trọng trong chính trị và kinh tế Cuba. Vào những năm 1910, trong và sau Thế chiến thứ nhất , sự thiếu hụt nguồn cung đường trên thế giới đã thúc đẩy sự bùng nổ kinh tế ở Cuba, được đánh dấu bằng sự thịnh vượng và việc chuyển đổi ngày càng nhiều đất nông nghiệp sang trồng đường. Giá cả lên đến đỉnh điểm và sau đó sụp đổ vào năm 1920, hủy hoại tài chính của đất nước và cho phép các nhà đầu tư nước ngoài có được nhiều quyền lực hơn mức họ đã có. Sự hỗn loạn kinh tế này được gọi là "Vũ điệu của hàng triệu người". 

### Thời kỳ của Machado (1924-1933)
Năm 1924, Gerardo Machado được bầu làm tổng thống. Trong thời gian cầm quyền của ông, du lịch tăng trưởng rõ rệt, các khách sạn và nhà hàng thuộc sở hữu của người Mỹ được xây dựng để đáp ứng lượng khách du lịch. Sự bùng nổ du lịch đã dẫn tới sự gia tăng cờ bạc và mại dâm ở Cuba. Machado ban đầu nhận được sự ủng hộ từ phần lớn công chúng và từ tất cả các đảng chính trị lớn của đất nước. Tuy nhiên, sự nổi tiếng của anh ngày càng giảm sút. Năm 1928, ông tổ chức một cuộc bầu cử để trao cho ông một nhiệm kỳ khác, nhiệm kỳ này là sáu năm, mặc dù ông đã hứa chỉ phục vụ trong một nhiệm kỳ.

## 1933–1958: Nội chiến và thành lập chính quyền mới

### Cách mạng năm 1933
Cuộc khủng hoảng tài chính phố Wall năm 1929 đã dẫn đến sự sụt giảm đột ngột về giá đường, bất ổn chính trị và đàn áp. Những sinh viên biểu tình, được gọi là Thế hệ 1930, và một tổ chức khủng bố bí mật được gọi là ABC, chuyển sang bạo lực để phản đối một tổng thống Machado ngày càng mất lòng dân.
Đại sứ Hoa Kỳ Sumner Welles đến Cuba vào tháng 5 năm 1933 và bắt đầu một chiến dịch ngoại giao liên quan đến "sự hòa giải" với các nhóm đối lập bao gồm cả ABC. Chiến dịch này làm suy yếu đáng kể chính phủ của Machado và, được hậu thuẫn bởi sự đe dọa can thiệp quân sự, tạo tiền đề cho một sự thay đổi chế độ.
Một cuộc tổng đình công (trong đó, Đảng Xã hội Nhân dân đứng về phía Machado), những cuộc nổi loạn của công nhân mía đường và cuộc nổi loạn của quân đội đã buộc Machado phải lưu vong vào tháng 8 năm 1933. Ông đã bị thay thế bởi Carlos Manuel de Céspedes y Quesada, con trai của một người Cuba yêu nước là Carlos Manuel de Céspedes và là đại sứ Cuba tại Mỹ.

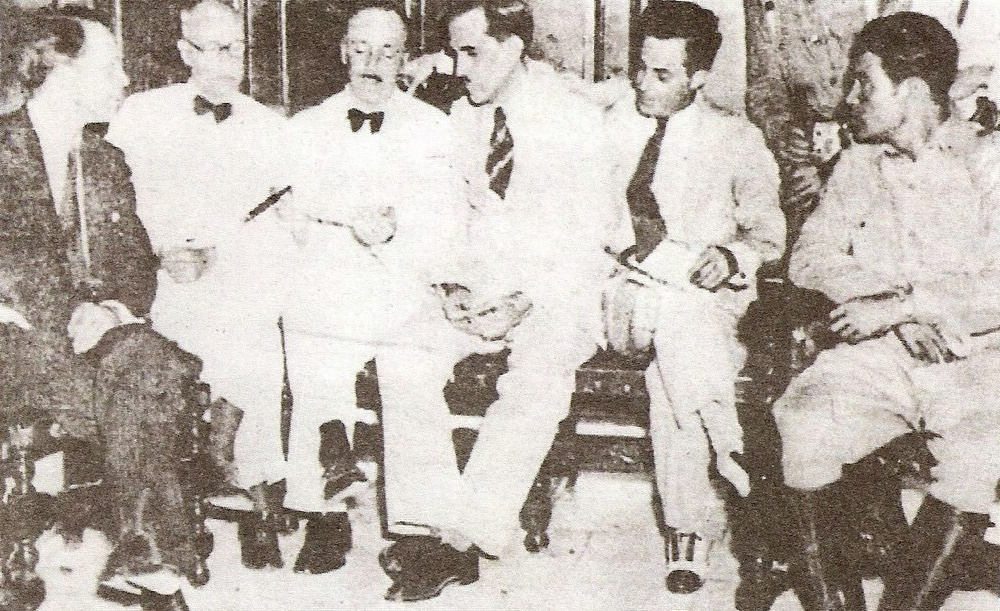
Ngũ đầu chế năm 1933. Fulgencio Batista, lãnh đạo của lực lượng vũ trang, đang ngồi ở phía xa nhất bên phải.

Vào tháng 9 năm 1933, cuộc nổi dậy của Trung sĩ, dẫn đầu bởi Trung sĩ Fulgencio Batista, đã lật đổ Céspedes. Tướng Alberto Herrera đã  giữ chức tổng thống trong một thời gian ngắn (từ ngày 12 đến 13 tháng 8), tiếp theo là Carlos Manuel de Céspedes y Quesada từ ngày 13 tháng 8, đến ngày 5 tháng 9 năm 1933. Một ủy ban điều hành gồm năm thành viên (Ngũ đầu chế năm 1933) đã được chọn để lãnh đạo một chính quyền lâm thời. Họ sau đó đã bị lật đổ bởi một tổ chức do sinh viên lãnh đạo làHội đồng quản trị Sinh viên, sau đó bổ nhiệm Ramon Grau San Martin với tư cách là tổng thống lâm thời và đã thông qua nhiều cải cách khác nhau trong thời gian 100 ngày. Grau từ chức vào năm 1934, sau đó Batista thống trị nền chính trị Cuba trong 25 năm tiếp theo, lúc đầu thông qua một loạt các tổng thống bù nhìn.  Giai đoạn từ năm 1933 đến năm 1937 là thời kỳ "chiến tranh chính trị và xã hội gần như liên tục".

### Constitution of 1940
A new constitution was adopted in 1940, which engineered radical progressive ideas, including the right to labor and health care. Batista was elected president in the same year, holding the post until 1944. He is so far the only non-white Cuban to win the nation's highest political office. His government carried out major social reforms. Several members of the Communist Party held office under his administration. Cuban armed forces were not greatly involved in combat during World War II, although president Batista suggested a joint U.S.-Latin American assault on Francoist Spain to overthrow its authoritarian regime.
Batista adhered to the 1940 constitution's structures preventing his re-election. Ramon Grau San Martin was the winner of the next election, in 1944. Grau further corroded the base of the already teetering legitimacy of the Cuban political system, in particular by undermining the deeply flawed, though not entirely ineffectual, Congress and Supreme Court. Carlos Prío Socarrás, a protégé of Grau, became president in 1948. The two terms of the Auténtico Party saw an influx of investment which fueled a boom and raised living standards for all segments of society and created a prosperous middle class in most urban areas.

### Batista dictatorship

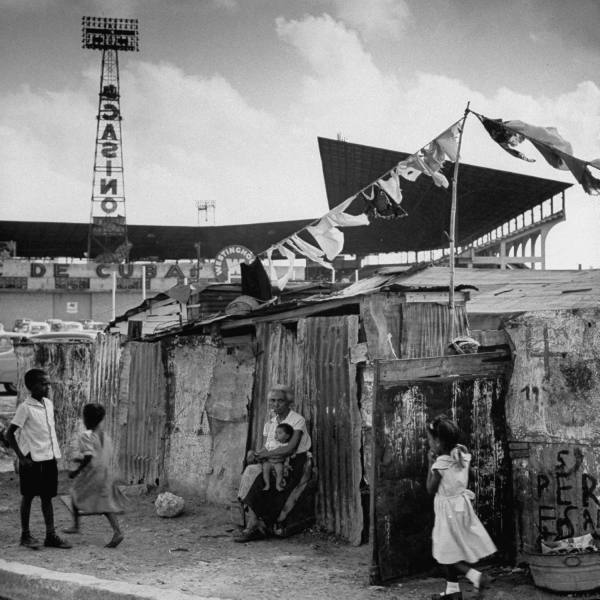
Slum (bohio) dwellings in Havana, Cuba in 1954, just outside Havana baseball stadium. In the background is advertising for a nearby casino.

After running unsuccessfully for the presidency in 1952, Batista staged a coup. Back in power and receiving financial, military and logistical support from the United States government, Batista suspended the 1940 Constitution and revoked most political liberties, including the right to strike. He outlawed the Cuban Communist Party in 1952. He then aligned with the wealthiest landowners who owned the largest sugar plantations, and presided over a stagnating economy that widened the gap between rich and poor Cubans. Eventually it reached the point where most of the sugar industry was in U.S. hands, and foreigners owned 70% of the arable land. As such, Batista's repressive government then began to systematically profit from the exploitation of Cuba's commercial interests, by negotiating lucrative relationships with both the American Mafia, who controlled the drug, gambling, and prostitution businesses in Havana, and with large U.S.-based multinational companies who were awarded lucrative contracts. To quell the growing discontent amongst the populace—which was subsequently displayed through frequent student riots and demonstrations—Batista established tighter censorship of the media, while also using his Bureau for the Repression of Communist Activities secret police to carry out wide-scale violence, torture and public executions. These murders mounted in 1957, as socialism became more influential. Many people were killed, with estimates ranging from hundreds to about 20,000 people killed. Cuba had Latin America's highest per capita consumption rates of meat, vegetables, cereals, automobiles, telephones and radios, though about one third of the population was considered poor and enjoyed relatively little of this consumption.
While Cuba had the highest ratio of hospital beds to population in Latin America, around 80% of these beds were located in the city of Havana, there was only one rural hospital and it was equipped with only 10 beds. In 1951 the World Bank reported that between 80–90% of children in rural areas suffered from some form of intestinal parasites, in 1956 about 13% of the rural population had a history of typhoid and 14% at one point had tuberculosis. A study conducted in 1959 by public health authorities found that throughout the country around 72% of the population was afflicted with parasitism and in the rural areas this percentage was as high as 86.54%. Only 11% of farm worker families drank milk, and rural infant mortality stood at 100 per 1000 live births. Only 1 in 4 peasants were able to afford regularly eating meat, eggs and fish and chronic unemployment was at 25%. Cuba was a very unequal society with a mere 8% of landowners owning approximately 75% of the land, the bottom fifth of the population took in 2% of the national income meanwhile one-fifth of the population took in 58% of the national income this was one of the lowest rates for the bottom 20% in the world then and even now.
Cuba was also under a lot of influence from the United States to the point where the US controlled 80% of Cuba's trade. In 1959 around 40% of Cuban sugar land, almost all the cattle ranches, 90% of mines and 80% of the utilities were owned by American firms.
In 1958, Cuba was a relatively well-advanced country by Latin American standards, and in some cases by world standards. On the other hand, Cuba was affected by perhaps the largest labor union privileges in Latin America, including bans on dismissals and mechanization. They were obtained in large measure "at the cost of the unemployed and the peasants", leading to disparities. Between 1933 and 1958, Cuba extended economic regulations enormously, causing economic problems. Unemployment became a problem as graduates entering the workforce could not find jobs. The middle class, which was comparable to that of the United States, became increasingly dissatisfied with unemployment and political persecution. The labor unions supported Batista until the very end. Batista stayed in power until he was forced into exile in December 1958.

## Tourism
Between 1915 and 1930, Havana hosted more tourists than any other location in the Caribbean. The influx was due in large part to Cuba's proximity to the United States, where restrictive prohibition on alcohol and other pastimes stood in stark contrast to the island's traditionally relaxed attitude to leisure pursuits. Such tourism became Cuba's third largest source of foreign currency, behind the two dominant industries of sugar and tobacco. Cuban drinks such as the daiquiri and mojito became common in the United States during this time, after Prohibition was repealed.
A combination of the Great Depression of the 1930s, the end of prohibition, and World War II severely dampened Cuba's tourist industry, and it wasn't until the 1950s that numbers began to return to the island in any significant force. During this period, American organized crime came to dominate the leisure and tourist industries, a modus operandi outlined at the infamous Havana Conference of 1946. By the mid-1950s Havana became one of the main markets and the favourite route for the narcotics trade to the United States. Despite this, tourist numbers grew steadily at a rate of 8% a year and Havana became known as "the Latin Las Vegas".